# Germersheim (stad)
Germersheim is een plaats in de Duitse deelstaat Rijnland-Palts, gelegen aan de Rijn. Het is de Kreisstadt van de Landkreis Germersheim. De stad telt 20.643 inwoners. In Germersheim bevindt zich de taalkundefaculteit van de universiteit van Mainz, waar men onder andere vertaalkunde (ook van het Nederlands) kan studeren.

## Delen van Germersheim
- Germersheim
- Sondernheim

## Geboren
- Paul Josef Nardini (1821-1862), geestelijke
- Hermann Kruse, (1887-1962), Generalmajor in de Wehrmacht
- Hans Saubert (1897-1966), SS-Brigadeführer
- Robert-Richard Zapp (1904-1964), U-boot-commandant bij de Kriegsmarine
- Lothar Fischer (1933-2004), beeldhouwer
- Marcel Mehlem (1995), voetballer
- Martin Salmon (1997), wielrenner
- Jule Brand (2002), voetbalster

## Overleden
- Mathilde van Savoye (circa 1390-1438), keurvorstin van de Palts
- Filips van de Palts (1448-1508), keurvorst van de Palts
- Johan I van Palts-Zweibrücken (1550-1604) hertog van Palts-Zweibrücken
- Hans von Sponeck (1888-1944), luitenant-generaal

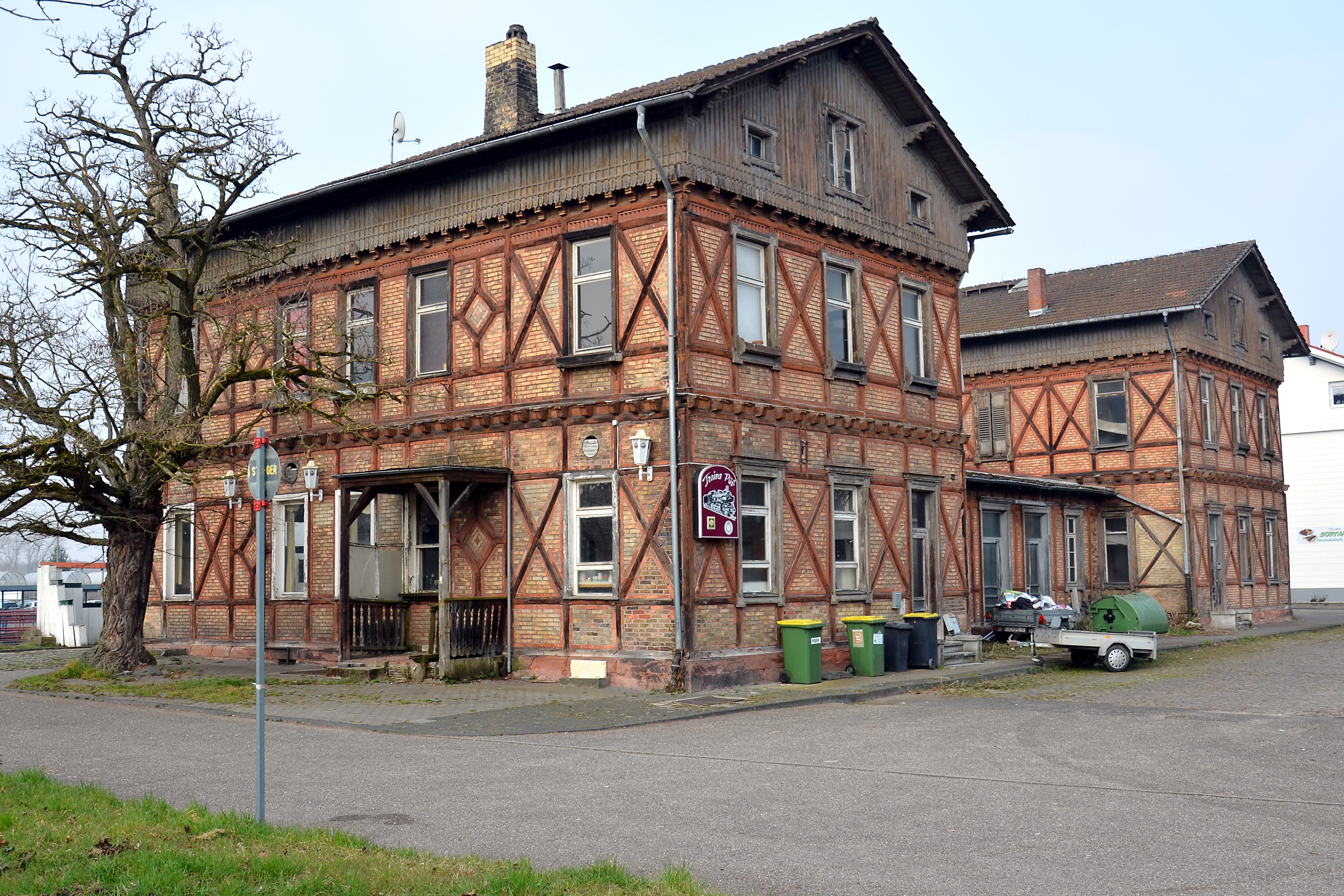
Voormalig station